# Racaille (Mixtape)
Racaille ist ein Mixtape des deutschen Rappers Mortel, welches am 6. Oktober 2017 über dessen Label Racaille Music Group digital sowie physisch veröffentlicht wurde. Ursprünglich sollte es, als Nachfolger des vorherigen Mixtapes, den Titel Wesh Wesh tragen. Jedoch wurde dieser anschließend noch geändert. Das Mixtape belegte Platz 26 in den deutschen Albumcharts.

## Allgemeine Informationen
Der Name „Racaille“ kommt aus dem Französischen und bedeutet „Gesindel“ oder „Pack“.
In Albumqualität aufgenommen und produziert, betonte Mortel, die inhaltliche Herangehensweise an den Tonträger gebe ihm den Anlass, Racaille als Mixtape und nicht als „richtiges“ Album zu betiteln.
Dieses Mixtape stellt die erste physische Veröffentlichung des von Mortel gegründeten Labels Racaille Music Group dar. Es erschien digital, als CD sowie als Amazon-Box.

## Hintergrund
Bereits Ende 2016 veröffentlichte Mortel ein Musikvideo mit dem Titel Negativ und kündigte damit zeitgleich die Bantu EP an. Zudem erreichte er ein immenses Wachstum seines Bekanntheitsgrades durch den Gastbeitrag auf der Single Sollte so sein mit Fler und Jalil. Letztere begleitete Mortel anschließend auch auf der Vibe-Tour Anfang 2017 und hatte einen weiteren Gastbeitrag auf deren Kollaboalbum Epic. Während der Tour veröffentlichte Mortel das Lied RDC, welches nachher auch auf die Bantu EP kam. Des Weiteren hatte Mortel einen Gastbeitrag auf dem Blut-&-Kasse-Album JOOJ.
Am 18. August 2017 startete dann endgültig die Promophase zu Racaille durch das Musikvideo zu PGS mit Azad und Nimo. Außerdem trat Mortel auf dem Hype Festival sowie dem Openair Frauenfeld Festival auf. Die zweite Single Racaille Gang folgte am 8. September 2017. Das Musikvideo drehte Chris Macari. Am 22. September 2017 gelang es Mortel, mit der Veröffentlichung des Songs Nie mehr broke die beiden Rapper Fler sowie Sido nach 8 Jahren wieder musikalisch zu „vereinen“. Knapp eine Woche nach Mixtape-Veröffentlichung wurde dann noch der Song Malad mit Massiv visualisiert.
Während der Veröffentlichungsphase begleitete Mortel die Rapper Nimo und Azad teilweise auf deren Touren als Support-Act.

## Produktion
Für die Beats des Mixtapes sorgten neben Mortels Hausproduzenten Phunc & Flek die Produzenten Broke Boys, Yung Brook, Simes Branxons, Boger, Rooq und Ayfa. Die Beats der Bantu EP stammen komplett von Phunc & Flek.
Die Aufnahme sowie das Mixing übernahmen Phunc & Flek, das Mastering machte Volker Gebhardt.

## Gastbeiträge
Im Gegensatz zum Vorgänger-Mixtape befinden sich auf Racaille etliche Gastbeiträge anderer Künstler. Im Intro Mortel ist Booba in einem Sample zu hören. Fler und Sido sind auf dem Song Nie mehr broke vertreten, Olexesh und Blut & Kasse auf Dubai. Azad und Nimo steuern Gastbeiträge auf PGS bei, während Celo & Abdi auf Keine Rolle mehr als Gastmusiker dabei sind. Marvin Game sowie Estikay sind auf dem Song Ganja Day vertreten. Malad stellt eine Kollaboration mit Massiv dar.
Auf der Bantu EP sind die Rapper Jalil, Orkan, Kalusha, Blund, Omik K., Peti Free, Telson, Savage Black sowie Mortels Bruder Makabeli und sein Cousin Manio als Gastbeiträge enthalten.

## Inhalt
Das Mixtape ordnet sich dem Straßenrap zu. So wertet sich der Protagonist selbst stark auf und demonstriert seinen Alltag umgeben von Kriminalität, Gewalt, Drogen, Mode, Geld und Statussymbolen. Unter anderem unterstreicht er seinen Werdegang („Von nix zu etwas“), sein Umfeld („Racaille Gang“), seinen Wohlstand („Nie mehr broke“), berichtet über den Drogenkonsum („Ganja-Day“) und die Unterschicht („PGS“).
Musikalisch orientieren sich die Beats größtenteils an dem zum Veröffentlichungszeitpunkt aktuellen, aus den USA kommenden und Trap-belasteten Hip-Hop-Trend um 21 Savage. Dabei bewegt sich die Geschwindigkeit der Beats eher im 70-BPM- statt im 90-BPM-Bereich.

## Titelliste
| #  | Titel               | Gastmusiker            | Produzent          | Länge |
| -- | ------------------- | ---------------------- | ------------------ | ----- |
| 1  | Mortel              |                        | Broke Boys         | 3:11  |
| 2  | Von nix zu etwas    |                        | Yung Brook         | 3:15  |
| 3  | Nie mehr broke      | Fler & Sido            | Simes Branxons     | 4:40  |
| 4  | Vision              |                        | Boger              | 3:03  |
| 5  | Dubai               | Olexesh & Blut & Kasse | Phunc & Flek       | 4:01  |
| 6  | PGS                 | Azad & Nimo            | Broke Boys         | 4:35  |
| 7  | Racaille Gang       |                        | Phunc & Flek       | 3:16  |
| 8  | 3210                |                        | Rooq               | 3:04  |
| 9  | Keine Rolle mehr    | Celo & Abdi            | Boger              | 3:13  |
| 10 | Ganja Day [Weedmix] | Marvin Game & Estikay  | Rooq               | 3:44  |
| 11 | Entrecôte           |                        | Ayfa               | 3:16  |
| 12 | Ein Teil von mir    |                        | Ayfa               | 3:27  |
| 13 | Malad               | Massiv                 | Ayfa, Phunc & Flek | 8:32  |

+ Instrumentals
Bantu EP
| # | Titel              | Gastmusiker                             | Produzent    | Länge |
| - | ------------------ | --------------------------------------- | ------------ | ----- |
| 1 | RDC                |                                         | Phunc & Flek | 2:14  |
| 2 | Ü-berall Connected | Jalil & Orkan                           | Phunc & Flek | 3:48  |
| 3 | Boyz'n da Hood     |                                         | Phunc & Flek | 2:56  |
| 4 | Schwarze Raben     | Makabeli & Kalusha                      | Phunc & Flek | 3:01  |
| 5 | H.S.A.             | Blund & Omik K.                         | Phunc & Flek | 3:34  |
| 6 | Genug für alle     | Peti Free, Telson, Manio & Savage Black | Phunc & Flek | 3:34  |

## Rezeption

### Charterfolg
Racaille erreichte Platz 26 der deutschen Albumcharts. Damit stellt das Mixtape den ersten offiziellen Charteinstieg von Mortel sowie dessen Label dar.

### Bewertungen der Musikmedien
Der Redakteur Skinny von rap.de schrieb, „Drogen und Gewalt“ seien „auf der Strasse soweit nichts neues“. Jedoch trage Mortel seine Eindrücke „derart emotional aufgeladen und zornig vor“, dass es einen unweigerlich mitreiße. Zudem stelle Mortel „jeden seiner illustren Featuregäste in den Schatten“, was „in Anbetracht der Gästeliste“ wirklich beeindruckend sei. Racaille sei „trotz der Absenz des einen ganz großen Songs“ trotzdem ein gelungenes Mixtape. Man finde kein „Material zum skippen“ und bezüglich Mortels Zukunft solle „mit etwas Schliff und dem richtigen Umfeld […] da noch Großartiges kommen“.